# Thesium matteii
Thesium matteii är en sandelträdsväxtart som beskrevs av Emilio Chiovenda. Thesium matteii ingår i släktet spindelörter, och familjen sandelträdsväxter. Inga underarter finns listade i Catalogue of Life.